# 青梅市立若草小学校
青梅市立若草小学校（おうめしりつわかくさしょうがっこう）は、東京都青梅市にある小学校。最寄り駅はJR青梅線河辺駅。児童数は、一時期1000人を超えていたが、現在は654名(2013年7月)。通常の学級18クラス、わかくさ学級(特別支援学級)の固定学級が5クラス。通級指導学級が4クラス。合計27学級ある(平成25年度)。教職員数は講師や支援員なども含めると、60名以上となり、大規模校となっている。霞台小学校、泉中学校が近接している。1978年（昭和53年）4月1日に設立した。
校歌は、作詞: 宮沢章二、作曲: 小山章三である。

## 所在地
〒198-0024 東京都青梅市新町1-15-1

## 児童数の移り変わり
| 年度     | 児童数 | 卒業生 |
| -------- | ------ | ------ |
| 昭和53年 | 686人  | 0人    |
| 昭和54年 | 902人  | 103人  |
| 昭和55年 | 982人  | 106人  |
| 昭和56年 | 1038人 | 104人  |
| 昭和57年 | 1048人 | 153人  |
| 昭和58年 | 1011人 | 177人  |
| 昭和59年 | 960人  | 182人  |
| 昭和60年 | 890人  | 172人  |
| 昭和61年 | 817人  | 172人  |
| 昭和62年 | 754人  | 132人  |
| 昭和63年 | 732人  | 117人  |
| 平成元年 | 709人  | 129人  |
| 平成2年  | 701人  | 127人  |
| 平成3年  | 654人  | 115人  |
| 平成4年  | 638人  | 106人  |
| 平成5年  | 608人  | 101人  |
| 平成6年  | 575人  | 105人  |
| 平成7年  | 526人  | 91人   |
| 平成8年  | 527人  | 86人   |
| 平成9年  | 491人  | 102人  |
| 平成10年 | 460人  | 72人   |
| 平成11年 | 477人  | 81人   |
| 平成12年 | 475人  | 72人   |
| 平成13年 | 491人  | 88人   |
| 平成14年 | 487人  | 68人   |
| 平成15年 | 506人  | 81人   |
| 平成16年 | 506人  | 71人   |
| 平成17年 | 546人  | 89人   |
| 平成18年 | 577人  | 87人   |
| 平成19年 | 617人  | 90人   |
| 平成20年 | 655人  | 99人   |

## 沿革
- 1978年（昭和53年）6月5日 - 開校。

## 創立記念日
- 1978年（昭和53年）6月5日

## 著名な卒業生
- 大勢待利明 - 東京都青梅市長
- 篠原ともえ - タレント、歌手

## 周辺施設
- わかぐさ公園

学校名は「わかくさ」だが、公園は「わかぐさ」と濁る。